# ليو إم. غوردون
ليو إم. غوردون (بالإنجليزية: Leo M. Gordon)‏ هو قاضي أمريكي، ولد في 1952 في نيوآرك في الولايات المتحدة.